# 日本のアニメ映画作品一覧 (た行)
- 映画 > 映画の一覧 > 日本の映画作品一覧 > 日本のアニメ映画作品一覧 > 日本のアニメ映画作品一覧 (た行)
- アニメ > アニメーション映画 > 日本のアニメ映画作品一覧 > 日本のアニメ映画作品一覧 (た行)
- アニメ > アニメ作品一覧 > 日本のアニメ映画作品一覧 > 日本のアニメ映画作品一覧 (た行)

日本のアニメ映画作品一覧 (た行)では、日本で制作されたアニメ映画の作品名における五十音順“た行”の一覧を記載。
記載の凡例については日本のアニメ映画作品一覧#凡例を参照
| あ行 | か行 | さ行 | た行 | な行 | は行 | ま行 | や行 | ら行 | わ行 |
| ---- | ---- | ---- | ---- | ---- | ---- | ---- | ---- | ---- | ---- |
| あ   | か   | さ   | た   | な   | は   | ま   | や   | ら   | わ   |
| い   | き   | し   | ち   | に   | ひ   | み   |      | り   | ゐ   |
| う   | く   | す   | つ   | ぬ   | ふ   | む   | ゆ   | る   |      |
| え   | け   | せ   | て   | ね   | へ   | め   |      | れ   | ゑ   |
| お   | こ   | そ   | と   | の   | ほ   | も   | よ   | ろ   | を   |

| その他 目次 | アニメ+実写・未公開/合作 |

| 1910年代-1950年代 | 1910年代・1920年代・1930年代・1940年代・1950年代           |
| 1960年代          | 1960・1961・1962・1963・1964・1965・1966・1967・1968・1969 |
| 1970年代          | 1970・1971・1972・1973・1974・1975・1976・1977・1978・1979 |
| 1980年代          | 1980・1981・1982・1983・1984・1985・1986・1987・1988・1989 |
| 1990年代          | 1990・1991・1992・1993・1994・1995・1996・1997・1998・1999 |
| 2000年代          | 2000・2001・2002・2003・2004・2005・2006・2007・2008・2009 |
| 2010年代          | 2010・2011・2012・2013・2014・2015・2016・2017・2018・2019 |
| 2020年代          | 2020・2021・2022・2023・2024・2025・2026・2027・2028・2029 |

| 目次 | • 脚注• 注釈• 出典• 参考リンク |

## た
| 作品名                                                       | 公開年月日                 | 上映時間 | 監督                                                                 | 制作                              |
| ------------------------------------------------------------ | -------------------------- | -------- | -------------------------------------------------------------------- | --------------------------------- |
| ダークサイド・ブルース                                       | 1994年（平成6年）10月8日   | 84分     | 古川順康                                                             | J.C.STAFF                         |
| ダーティペアの大勝負 ノーランディアの謎                      | 1986年（昭和61年）8月2日   | 57分     | 奥脇雅晴                                                             | 日本サンライズ                    |
| ダーティペア                                                 | 1987年（昭和62年）3月14日  | 81分     | 真下耕一                                                             | 日本サンライズ                    |
| たあ坊の竜宮星大探険                                         | 1991年（平成3年）7月20日   | 30分     | 波多正美（総監督）                                                   | サンリオ                          |
| ∀ガンダム I 地球光                                           | 2002年（平成14年）2月9日   | 129分    | 富野由悠季（総監督）                                                 | サンライズ                        |
| ∀ガンダム II 月光蝶                                          | 2002年（平成14年）2月9日   | 129分    | 富野由悠季（総監督）                                                 | サンライズ                        |
| 劇場版 TIGER & BUNNY -The Beginning-                         | 2012年（平成24年）9月22日  | 93分     | 米たにヨシトモ                                                       | サンライズ                        |
| 劇場版 TIGER & BUNNY -The Rising-                            | 2014年（平成26年）2月8日   | 108分    | 米たにヨシトモ                                                       | サンライズ                        |
| タイガーマスク                                               | 1970年（昭和45年）3月17日  | 47分     | 矢吹公郎（演出）、勝間田具治（演出）                                 | 東映動画                          |
| タイガーマスク ふく面リーグ戦                                | 1970年（昭和45年）7月19日  | 53分     | 設楽博（演出）、黒田昌郎（演出）、白根徳重（演出）、田中亮三（演出） | 東映動画                          |
| タイガーマスク 黒い魔神                                      | 1971年（昭和46年）3月20日  | 21分     | 及部保男（演出）                                                     | 東映動画                          |
| 大ちゃん、だいすき。                                         | 2007年（平成19年）8月18日  | 80分     | 山本洋子、荻原露光（アニメーション監督）                             | タマ・プロダクション              |
| 台風のノルダ                                                 | 2015年（平成27年）6月5日   | 27分     | 新井陽次郎                                                           | スタジオコロリド                  |
| 逮捕しちゃうぞ the MOVIE                                     | 1999年（平成11年）4月24日  | 90分     | 西村純二                                                             | スタジオディーン                  |
| TIME DRIVER 僕らが描いた未来                                 | 2018年（平成30年）3月10日  | （不明） | 山元隼一                                                             | IMAGICAイメージワークス、ロボット |
| タイムパトロール隊オタスケマン アターシャの結婚披露宴!?      | 1981年（昭和56年）3月14日  | 15分     | 大貫信夫                                                             | タツノコプロ                      |
| タイムボカン                                                 | 1976年（昭和51年）3月13日  | 22分     | 笹川ひろし（総監督）                                                 | タツノコプロ                      |
| 太陽の王子 ホルスの大冒険                                    | 1968年（昭和43年）7月21日  | 82分     | 高畑勲（演出）                                                       | 東映動画                          |
| 太陽の法 エル・カンターレへの道                              | 2000年（平成12年）10月28日 | 104分    | 石山貴明（アニメーション・ディレクター）                             | グループ・タック                  |
| 小鳥遊六花・改 〜劇場版 中二病でも恋がしたい!〜              | 2013年（平成25年）9月14日  | 97分     | 石原立也                                                             | 京都アニメーション                |
| 鷹の爪GO 〜美しきエリエール消臭プラス〜                      | 2013年（平成25年）9月13日  | 110分    | FROGMAN                                                              | DLE                               |
| 鷹の爪7 〜女王陛下のジョブーブ〜                             | 2014年（平成26年）4月4日   | 40分     | FROGMAN                                                              | DLE                               |
| 鷹の爪8 吉田くんの×ファイル                                  | 2016年（平成28年）8月20日  | 69分     | FROGMAN                                                              | DLE                               |
| 闘将!!拉麵男                                                 | 1988年（昭和63年）7月23日  | 26分     | 明比正行                                                             | 東映動画                          |
| タッチ 背番号のないエース                                    | 1986年（昭和61年）4月12日  | 95分     | 杉井ギサブロー                                                       | グループ・タック                  |
| タッチ2 さよならの贈り物                                     | 1986年（昭和61年）12月13日 | 80分     | 杉井ギサブロー（総監督）                                             | グループ・タック                  |
| タッチ3 君が通り過ぎたあとに                                 | 1987年（昭和62年）4月11日  | 83分     | 杉井ギサブロー（総監督）                                             | グループ・タック                  |
| 龍の子太郎                                                   | 1979年（昭和54年）3月17日  | 75分     | 浦山桐郎                                                             | 東映動画                          |
| たぬきさん大当り                                             | 1967年（昭和42年）3月19日  | 17分     | G・M・リード、熊川正雄                                               | 東映動画                          |
| たのしい文明史 鉄ものがたり                                  | 1962年（昭和37年）4月22日  | 23分     | 前田一（演出）                                                       | 東映動画                          |
| たのしくてあそび ママになったコキンちゃん!?                  | 2014年（平成26年）7月5日   | 20分     | 日巻裕二                                                             | トムス・エンタテインメント        |
| 旅立ち 亜美・終章                                            | 1986年（昭和61年）6月21日  | 40分     | びっくり箱                                                           | A.P.P.P                           |
| たまごっちホントのはなし                                     | 1997年（平成9年）7月12日   | 9分      | 橋本光夫                                                             | 東映動画                          |
| 映画! たまごっち うちゅーいちハッピーな物語!?                | 2008年（平成20年）12月20日 | 89分     | 志村錠児                                                             | OLM Team Kamei                    |
| 映画 たまごっちヒミツのおとどけ大作戦!                       | 2017年（平成29年）4月28日  | 10分     | 志村錠児                                                             | OLM                               |
| たまこラブストーリー                                         | 2014年（平成26年）4月26日  | 83分     | 山田尚子                                                             | 京都アニメーション                |
| たまゆら 〜卒業写真〜 第1部 芽 -きざし-                      | 2015年（平成27年）4月4日   | 52分     | 佐藤順一                                                             | TYOアニメーションズ               |
| たまゆら 〜卒業写真〜 第2部 響 -ひびき-                      | 2015年（平成27年）8月29日  | 52分     | 佐藤順一                                                             | TYOアニメーションズ               |
| たまゆら 〜卒業写真〜 第3部 憧 -あこがれ-                    | 2015年（平成27年）11月28日 | 53分     | 佐藤順一                                                             | TYOアニメーションズ               |
| たまゆら 〜卒業写真〜 第4部 朝 -あした-                      | 2016年（平成28年）4月2日   | 58分     | 佐藤順一                                                             | TYOアニメーションズ               |
| TAMALA2010 a punk cat in space                               | 2002年（平成14年）10月19日 | 92分     | t.o.L                                                                | キネティック                      |
| 太郎の番兵                                                   | 1918年（大正7年）3月30日   | （不明） | 北山清太郎                                                           | 日活向島撮影所                    |
| 太郎の番兵 潜航艇の巻                                        | 1918年（大正7年）8月4日    | （不明） | 北山清太郎                                                           | 日活向島撮影所                    |
| Dance with Devils Fortuna                                    | 2017年（平成29年）11月4日  | 63分     | 吉村愛                                                               | ブレインズ・ベース                |
| たんすわらし。                                               | 2011年（平成23年）3月5日   | 24分     | 黄瀬和哉                                                             | Production I.G                    |
| 劇場版 探偵オペラ ミルキィホームズ〜逆襲のミルキィホームズ〜 | 2016年（平成28年）2月27日  | 70分     | 森脇真琴（総監督）                                                   | J.C.STAFF                         |
| ←そ                                                          | ↑目次                      | ち→      | ち→                                                                  | ち→                               |

## ち
| 作品名                                                     | 公開年月日                 | 上映時間 | 監督                                                     | 制作                                           |
| ---------------------------------------------------------- | -------------------------- | -------- | -------------------------------------------------------- | ---------------------------------------------- |
| ちいさな英雄-カニとタマゴと透明人間-                       | 2018年（平成30年）8月24日  | 54分     | 米林宏昌、百瀬義行、山下明彦                             | スタジオポノック                               |
| 小さなジャンボ                                             | 1977年（昭和52年）9月10日  | 28分     | やなせたかし（演出）、平田敏夫（演出）、波多正美（演出） | サンリオ                                       |
| 小さな巨人 ミクロマン 大激戦! ミクロマンVS最強戦士ゴルゴン | 1999年（平成11年）7月31日  | 31分     | 阿部記之                                                 | スタジオぴえろ                                 |
| CHAIN CHRONICLE 〜ヘクセイタスの閃〜 第1章                 | 2016年（平成28年）12月3日  | 89分     | 工藤昌史                                                 | テレコム・アニメーションフィルム、グラフィニカ |
| CHAIN CHRONICLE 〜ヘクセイタスの閃〜 第2章                 | 2017年（平成29年）1月14日  | 93分     | 工藤昌史                                                 | テレコム・アニメーションフィルム、グラフィニカ |
| CHAIN CHRONICLE 〜ヘクセイタスの閃〜 第3章                 | 2017年（平成29年）2月11日  | 90分     | 工藤昌史                                                 | テレコム・アニメーションフィルム、グラフィニカ |
| 地下幻燈劇画 少女椿                                        | 1992年（平成4年）5月2日    | 47分     | 絵津久秋                                                 | 密閉映劇霧生館                                 |
| 力と女の世の中                                             | 1933年（昭和8年）4月13日   | （不明） | 政岡憲三                                                 | 松竹キネマ蒲田撮影所                           |
| 地球物語 テレパス2500                                      | 1984年（昭和59年）8月4日   | 105分    | 山根成之                                                 | 竜の子プロダクション                           |
| ちびケロ ケロボールの秘密!?                                | 2007年（平成19年）3月17日  | 18分     | 近藤信宏                                                 | サンライズ                                     |
| ちびっ子レミと名犬カピ                                     | 1970年（昭和45年）3月17日  | 81分     | 芹川有吾（演出）                                         | 東映動画                                       |
| ちびまる子ちゃん                                           | 1990年（平成2年）12月15日  | 94分     | 芝山努、須田裕美子                                       | 日本アニメーション                             |
| ちびまる子ちゃん わたしの好きな歌                          | 1992年（平成4年）12月19日  | 92分     | 須田裕美子、芝山努                                       | 亜細亜堂                                       |
| 映画 ちびまる子ちゃん イタリアから来た少年                 | 2015年（平成27年）12月23日 | 94分     | 高木淳                                                   | 日本アニメーション                             |
| 茶目子の一日                                               | 1931年（昭和6年）          | （不明） | 西倉喜代治                                               | 協力映画社                                     |
| 茶目坊新画帳 蚤夫婦仕返しの巻                              | 1917年（大正6年）4月28日   | （不明） | 下川凹天                                                 | 天然色活動写真                                 |
| 茶目坊空気銃の巻                                           | 1917年（大正6年）8月11日   | （不明） | 幸内純一                                                 | 小林商会                                       |
| 茶目坊主魚釣の巻                                           | 1917年（大正6年）9月9日    | （不明） | 下川凹天                                                 | 天然色活動写真                                 |
| ちゃらんぽ島の冒険                                         | 2017年（平成29年）4月22日  | （不明） | 三沢伸                                                   | スタジオコメット                               |
| ちゅうずもう                                               | 2010年（平成22年）1月3日   | 13分     | 山下明彦                                                 | スタジオジブリ                                 |
| チュウチュウバンバン                                       | 1970年（昭和45年）3月17日  | 25分     | 矢吹公郎（演出）                                         | 東映動画                                       |
| 映画 中二病でも恋がしたい! Take On Me                      | 2018年（平成30年）1月6日   | 98分     | 石原立也                                                 | 京都アニメーション                             |
| 超音戦士ボーグマン LOVERS RAIN                             | 1990年（平成2年）12月1日   | 33分     | 村山靖                                                   | 葦プロダクション                               |
| 超時空要塞マクロス 愛・おぼえていますか                    | 1984年（昭和59年）7月21日  | 115分    | 石黒昇、河森正治                                         | 竜の子プロ                                     |
| 超神伝説 うろつき童子                                      | 1989年（平成元年）3月18日  | 106分    | 高山秀樹                                                 | フェニックス・エンタテインメント               |
| 超人ロック                                                 | 1984年（昭和59年）3月11日  | 120分    | 福富博                                                   | 日本アニメーション                             |
| 超電影版SDガンダム三国伝 Brave Battle Warriors             | 2010年（平成22年）2月27日  | 12分     | 森邦宏、鈴木健一                                         | サンライズ                                     |
| 超電磁ロボ コン・バトラーV                                 | 1977年（昭和52年）3月19日  | 20分     | 寺田和男（演出）                                         | 東映動画                                       |
| ちょ〜短編 プリキュアオールスターズ GoGoドリームライブ     | 2008年（平成20年）11月8日  | 5分      | 大塚隆史                                                 | 東映アニメーション                             |
| 貯金の勤                                                   | 1917年（大正6年）10月7日   | （不明） | 北山清太郎                                               | 日活向島撮影所                                 |
| チョコレート・アンダーグラウンド ぼくらのチョコレート戦争  | 2009年（平成21年）1月31日  | 87分     | 浜名孝行                                                 | Production I.G                                 |
| チョロQダグラム                                            | 1983年（昭和58年）7月9日   | 8分      | 高橋良輔（演出）                                         | 日本サンライズ                                 |
| 塵も積れば山となる                                         | 1917年（大正6年）          | （不明） | 北山清太郎                                               | 日活向島撮影所                                 |
| チリンの鈴                                                 | 1978年（昭和53年）3月11日  | 46分     | 波多正美（演出）                                         | サンリオ                                       |
| チロヌップのきつね                                         | 1987年（昭和62年）8月15日  | 72分     | 今沢哲男                                                 | スタジオジュニオ                               |
| チンプイ エリさま活動大写真                                | 1990年（平成2年）3月10日   | 40分     | 本郷みつる                                               | シンエイ動画                                   |
| ←た                                                        | ↑目次                      | つ→      | つ→                                                      | つ→                                            |

## つ
| 作品名                                            | 公開年月日                 | 上映時間 | 監督       | 制作             |
| ------------------------------------------------- | -------------------------- | -------- | ---------- | ---------------- |
| つきことしらたま〜ときめきダンシング〜            | 2004年（平成16年）7月17日  | 20分     | 日巻裕二   | 東京ムービー     |
| 対馬丸 さようなら沖縄                             | 1982年（昭和57年）10月24日 | 70分     | 小林治     | 亜細亜堂         |
| 劇場版 ツバサ・クロニクル 年代記 鳥カゴの国の姫君 | 2005年（平成17年）8月20日  | 34分     | 川崎逸朗   | Production I.G   |
| つみきのいえ                                      | 2008年（平成20年）8月10日  | 12分     | 加藤久仁生 |                  |
| ツヨシしっかりしなさい                            | 1993年（平成5年）12月5日   | 30分     | 三沢伸     | スタジオコメット |
| ←ち                                               | ↑目次                      | て→      | て→        | て→              |

## て
| 作品名                                                                                | 公開年月日                 | 上映時間 | 監督                                             | 制作                                         |
| ------------------------------------------------------------------------------------- | -------------------------- | -------- | ------------------------------------------------ | -------------------------------------------- |
| TWD EXPRESS ローリングテイクオフ                                                      | 1987年（昭和62年）7月14日  | 55分     | 湯山邦彦                                         | スタジオぎゃろっぷ                           |
| DCスーパーヒーローズvs鷹の爪団                                                        | 2017年（平成29年）10月21日 | 105分    | FROGMAN                                          | DLE                                          |
| Tales of Vesperia 〜The First Strike〜                                                | 2009年（平成21年）10月3日  | 110分    | 亀井幹太                                         | Production I.G                               |
| 劇場版デート・ア・ライブ 万由里ジャッジメント                                         | 2015年（平成27年）8月22日  | 72分     | 元永慶太郎                                       | プロダクションアイムズ                       |
| テクノポリス21C                                                                       | 1982年（昭和57年）8月7日   | 79分     | 松本正志（総監督）                               | スタジオぬえ                                 |
| 凸坊新畫帖 芋助猪狩の巻 【別名『凸坊新畫帖 名案の失敗』】                             | 1917年（大正6年）1月       | （不明） | 下川凹天                                         | 天然色活動写真                               |
| Di Gi Charat 星の旅                                                                   | 2001年（平成13年）12月22日 | 22分     | 桜井弘明                                         | マッドハウス                                 |
| デジタル・デビル物語 女神転生                                                         | 1987年（昭和62年）3月27日  | 45分     | 西久保瑞穂                                       | アニメイトフィルム                           |
| デジモンアドベンチャー                                                                | 1999年（平成11年）3月6日   | 20分     | 細田守                                           | 東映アニメーション                           |
| デジモンアドベンチャー ぼくらのウォーゲーム!                                          | 2000年（平成12年）3月4日   | 41分     | 細田守                                           | 東映アニメーション                           |
| デジモンアドベンチャー02 前編 デジモンハリケーン上陸/後編 超絶進化!黄金のデジメンタル | 2000年（平成12年）7月8日   | 65分     | 山内重保                                         | 東映アニメーション                           |
| デジモンアドベンチャー3D デジモングランプリ!                                          | 2000年（平成12年）7月      | 7分      | 細田守（演出）                                   | 東映アニメーション                           |
| デジモンアドベンチャー02 ディアボロモンの逆襲                                         | 2001年（平成13年）3月3日   | 30分     | 今村隆寛                                         | 東映アニメーション                           |
| デジモンテイマーズ 冒険者たちの戦い                                                   | 2001年（平成13年）7月14日  | 50分     | 今沢哲男                                         | 東映アニメーション                           |
| デジモンテイマーズ 暴走デジモン特急                                                   | 2002年（平成14年）3月2日   | 30分     | 中村哲治                                         | 東映アニメーション                           |
| デジモンフロンティア 古代デジモン復活!!                                               | 2002年（平成14年）7月20日  | 40分     | 今村隆寛                                         | 東映アニメーション                           |
| デジモンセイバーズ3D デジタルワールド危機イッパツ!                                    | 2006年（平成18年）7月      | 7分      | 中村哲治（演出）                                 | 東映アニメーション                           |
| デジモンセイバーズ THE MOVIE 究極パワー! バーストモード発動!!                         | 2006年（平成18年）12月9日  | 20分     | 長峯達也                                         | 東映アニメーション                           |
| デジモンアドベンチャー tri. 第1章「再会」                                             | 2015年（平成27年）11月21日 | 89分     | 元永慶太郎                                       | 東映アニメーション、颱風グラフィックス       |
| デジモンアドベンチャー tri. 第2章「決意」                                             | 2016年（平成28年）3月12日  | 89分     | 元永慶太郎                                       | 東映アニメーション、颱風グラフィックス       |
| デジモンアドベンチャー tri. 第3章「告白」                                             | 2016年（平成28年）9月24日  | 105分    | 元永慶太郎                                       | 東映アニメーション、颱風グラフィックス       |
| デジモンアドベンチャー tri. 第4章「喪失」                                             | 2017年（平成29年）2月25日  | 82分     | 元永慶太郎                                       | 東映アニメーション、颱風グラフィックス       |
| デジモンアドベンチャー tri. 第5章「共生」                                             | 2017年（平成29年）9月30日  | 89分     | 元永慶太郎                                       | 東映アニメーション、颱風グラフィックス       |
| デジモンアドベンチャー tri. 第6章「ぼくらの未来」                                     | 2018年（平成30年）5月5日   | 98分     | 元永慶太郎                                       | 東映アニメーション、颱風グラフィックス       |
| デス・ビリヤード                                                                      | 2013年（平成25年）3月2日   | 25分     | 立川譲                                           | マッドハウス                                 |
| 手塚治虫のブッダ -赤い砂漠よ!美しく-                                                  | 2011年（平成23年）5月28日  | 111分    | 森下孝三                                         | 東映アニメーション                           |
| 鉄火のマキちゃんと金のかまめしどん                                                    | 2002年（平成14年）7月13日  | 20分     | 大賀俊二                                         | 東京ムービー                                 |
| TEKKEN BLOOD VENGEANCE 3D                                                             | 2011年（平成23年）9月3日   | 93分     | 毛利陽一                                         | デジタル・フロンティア                       |
| 鉄コン筋クリート                                                                      | 2006年（平成18年）12月23日 | 111分    | マイケル・アリアス                               | STUDIO 4℃                                    |
| 鉄人28号 ミラクル魔術団/海底基地                                                      | 1964年（昭和39年）7月21日  | 47分     | 庵原和夫（動画演出）、渡辺米彦（動画演出）       | 東映動画部                                   |
| 鉄人28号 白昼の残月                                                                   | 2007年（平成19年）3月31日  | 95分     | 今川泰宏                                         | パルムスタジオ                               |
| DEAD LEAVES                                                                           | 2004年（平成16年）1月16日  | 52分     | 今石洋之                                         | Production I.G                               |
| 鉄腕アトム 宇宙の勇者                                                                 | 1964年（昭和39年）7月26日  | 87分     | 山本暎一（演出）、林重行（演出）、高木厚（演出） | 虫プロダクション                             |
| 鉄腕アトム 地球防衛隊                                                                 | 1980年（昭和55年）3月20日  | 24分     | 高木厚（演出）                                   | 虫プロダクション                             |
| 劇場版 テニスの王子様 二人のサムライ The First Game                                   | 2005年（平成17年）1月29日  | 65分     | 浜名孝行                                         | Production I.G                               |
| 劇場版 テニスの王子様 跡部からの贈り物 〜君に捧げるテニプリ祭り〜                     | 2005年（平成17年）1月29日  | 29分     | 浜名孝行                                         | トランス・アーツ                             |
| 劇場版 テニスの王子様 英国式庭球城決戦!                                               | 2011年（平成23年）9月3日   | 87分     | 多田俊介                                         | Production I.G                               |
| テニスの王子様 BEST GAMES!! 手塚vs跡部                                                | 2018年（平成30年）8月24日  | 45分     | 川口敬一郎                                       | M.S.C                                        |
| 劇場版 デュエル・マスターズ 闇の城の魔龍凰                                            | 2005年（平成17年）3月12日  | 48分     | 鈴木輪流郎                                       | スタジオ雲雀                                 |
| 劇場版 デュエル・マスターズ 黒月の神帝                                                | 2009年（平成21年）9月19日  | 71分     | 鈴木輪流郎（総監督）                             | 小学館ミュージック&デジタル エンタテイメント |
| 劇場版 デュエル・マスターズ 炎のキズナXX!!                                            | 2010年（平成22年）8月21日  | 22分     | 服部恵大                                         | 小学館ミュージック&デジタル エンタテイメント |
| 地球へ…                                                                               | 1980年（昭和55年）4月26日  | 119分    | 恩地日出夫                                       | 東映動画                                     |
| 天空の城ラピュタ                                                                      | 1986年（昭和61年）8月2日   | 124分    | 宮崎駿                                           | スタジオジブリ                               |
| 劇場版 天元突破グレンラガン 紅蓮篇                                                    | 2008年（平成20年）9月6日   | 113分    | 今石洋之                                         | GAINAX                                       |
| 劇場版 天元突破グレンラガン 螺巌篇                                                    | 2009年（平成21年）4月25日  | 127分    | 今石洋之                                         | GAINAX                                       |
| 天才バカボン                                                                          | 1972年（昭和47年）3月12日  | 14分     | 斎藤博（演出）                                   | 東京ムービー                                 |
| 天才バカボン 別れはつらいものなのだ                                                   | 1972年（昭和47年）7月22日  | 14分     | 斎藤博（演出）                                   | 東京ムービー                                 |
| 天才バカヴォン〜蘇るフランダースの犬〜                                                | 2015年（平成27年）5月23日  | 84分     | FROGMAN                                          | DLE                                          |
| 天使のたまご                                                                          | 1985年（昭和60年）12月22日 | 75分     | 押井守                                           | スタジオディーン                             |
| 天上人とアクト人最後の戦い                                                            | 2009年（平成21年）4月18日  | 83分     | 木上益治                                         | 京都アニメーション                           |
| 天上編 宇宙皇子                                                                       | 1990年（平成2年）9月22日   | 71分     | 今沢哲男                                         | 東映動画                                     |
| 伝説巨神イデオン 接触篇                                                               | 1982年（昭和57年）7月10日  | 84分     | 富野喜幸                                         | 日本サンライズ                               |
| 伝説巨神イデオン 発動篇                                                               | 1982年（昭和57年）7月10日  | 99分     | 富野喜幸                                         | 日本サンライズ                               |
| 天地無用! in LOVE                                                                     | 1996年（平成8年）4月20日   | 94分     | ねぎしひろし                                     | AIC                                          |
| 天地無用! 真夏のイヴ                                                                  | 1997年（平成9年）8月2日    | 60分     | 木村哲                                           | AIC                                          |
| 天地無用! in LOVE2 遙かなる想い                                                       | 1999年（平成11年）4月24日  | 95分     | ねぎしひろし                                     | AIC                                          |
| ←つ                                                                                   | ↑目次                      | と→      | と→                                              | と→                                          |

## と
| 作品名                                                                              | 公開年月日                 | 上映時間 | 監督                                 | 制作                                       |
| ----------------------------------------------------------------------------------- | -------------------------- | -------- | ------------------------------------ | ------------------------------------------ |
| とある飛空士への追憶                                                                | 2011年（平成23年）10月1日  | 99分     | 宍戸淳                               | マッドハウス                               |
| 劇場版 とある魔術の禁書目録 -エンデュミオンの奇蹟-                                  | 2013年（平成25年）2月23日  | 90分     | 錦織博                               | J.C.STAFF                                  |
| トイレの花子さん                                                                    | 1996年（平成8年）6月29日   | 30分     | 大地丙太郎                           | マルチボックス                             |
| 同級生                                                                              | 2016年（平成28年）2月20日  | 60分     | 中村章子                             | A-1 Pictures                               |
| 東京ゴッドファーザーズ                                                              | 2003年（平成15年）11月8日  | 92分     | 今敏                                 | マッドハウス                               |
| 刀剣乱舞 花丸 幕間回想録                                                            | 2017年（平成29年）12月1日  | 90分     | 直谷たかし、越田知明                 | 動画工房                                   |
| 闘将ダイモス                                                                        | 1979年（昭和54年）3月17日  | 23分     | 高浪葉一（演出）                     | 日本サンライズ                             |
| 豆富小僧                                                                            | 2011年（平成23年）4月29日  | 86分     | 杉井ギサブロー（総監督）             | ラピス                                     |
| どうぶつ宝島                                                                        | 1971年（昭和46年）3月20日  | 78分     | 池田宏（演出）                       | 東映動画                                   |
| 劇場版 どうぶつの森                                                                 | 2006年（平成18年）12月16日 | 87分     | 志村錠児                             | O.L.M                                      |
| どーにゃつ                                                                          | 2013年（平成25年）6月1日   | 2分      | まんきゅう                           | ギャザリング                               |
| 遠山桜宇宙帖 奴の名はゴールド                                                       | 1988年（昭和63年）7月26日  | 60分     | 梅澤淳稔                             | 東映動画                                   |
| ドカベン                                                                            | 1977年（昭和52年）3月19日  | 20分     | 岡部英二（演出）、光延博愛（演出）   | 日本アニメーション                         |
| ドカベン 甲子園への道                                                               | 1977年（昭和52年）7月17日  | 20分     | 岡部英二（演出）、光延博愛（演出）   | 日本アニメーション                         |
| 映画 ドキドキ!プリキュア マナ結婚!!?未来につなぐ希望のドレス                        | 2013年（平成25年）10月26日 | 72分     | 伊藤尚往                             | 東映アニメーション                         |
| 時空の旅人                                                                          | 1986年（昭和61年）12月20日 | 91分     | 真崎守                               | プロジェクトチーム・アルゴス、マッドハウス |
| トキメキソーラーくるまによん                                                        | 1992年（平成4年）3月7日    | 5分      | やすみ哲夫                           | シンエイ動画                               |
| 劇場版 ときめきレストラン☆☆☆ MIRACLE6                                               | 2018年（平成30年）2月10日  | 56分     | 今千秋（アニメーションディレクター） | Production I.G                             |
| ドキュメント太陽の牙ダグラム                                                        | 1983年（昭和58年）7月9日   | 80分     | 高橋良輔                             | 日本サンライズ                             |
| 時をかける少女                                                                      | 2006年（平成18年）7月15日  | 100分    | 細田守                               | マッドハウス                               |
| ドキンちゃんのドキドキカレンダー                                                    | 1991年（平成3年）7月20日   | 50分     | 矢野博之                             | 東京ムービー新社                           |
| Dr.スランプ アラレちゃん ハロー!不思議島                                            | 1981年（昭和56年）7月18日  | 25分     | 岡崎稔（演出）                       | 東映動画                                   |
| Dr.SLUMP                                                                            | 1982年（昭和57年）7月10日  | 90分     | 永丘昭典                             | 東映動画                                   |
| Dr.スランプ アラレちゃん ほよよ!世界一周大レース                                    | 1983年（昭和58年）3月13日  | 52分     | 岡崎稔（演出）                       | 東映動画                                   |
| Dr.スランプ アラレちゃん ほよよ!ナナバ城の秘宝                                      | 1984年（昭和59年）12月22日 | 48分     | 芝田浩樹                             | 東映動画                                   |
| Dr.スランプ アラレちゃん ほよよ!夢の都メカポリス                                    | 1985年（昭和60年）7月13日  | 38分     | 芦田豊雄（演出）、竹之内和久（演出） | 東映動画                                   |
| Dr.スランプ アラレちゃん んちゃ!ペンギン村はハレのち晴れ                            | 1993年（平成5年）3月6日    | 40分     | 貝澤幸男                             | 東映動画                                   |
| Dr.スランプ アラレちゃん んちゃ!ペンギン村より愛をこめて                            | 1993年（平成5年）7月10日   | 32分     | 橋本光夫                             | 東映動画                                   |
| Dr.スランプ アラレちゃん ほよよ!!助けたサメに連れられて…                            | 1994年（平成6年）3月12日   | 25分     | 橋本光夫                             | 東映動画                                   |
| Dr.スランプ アラレちゃん んちゃ!!わくわくハートの夏休み                             | 1994年（平成6年）7月9日    | 20分     | 橋本光夫                             | 東映動画                                   |
| ドクタースランプ アラレのびっくりバーン                                             | 1999年（平成11年）3月6日   | 50分     | 山内重保                             | 東映アニメーション                         |
| Dr.ピノコの森の冒険                                                                 | 2005年（平成17年）12月17日 | 7分      | 桑原智                               | 手塚プロダクション                         |
| 解けちがい                                                                          | 1918年（大正7年）4月1日    | （不明） | 北山清太郎                           | 日活向島撮影所                             |
| 図書館戦争 革命のつばさ                                                             | 2012年（平成24年）6月16日  | 105分    | 浜名孝行                             | Production I.G                             |
| 劇場版 とっとこハム太郎 ハムハムランド大冒険                                        | 2001年（平成13年）12月15日 | 51分     | 出崎統                               | 東京ムービー                               |
| 劇場版 とっとこハム太郎 ハムハムハムージャ! 幻のプリンセス                          | 2002年（平成14年）12月14日 | 55分     | 出崎統                               | 東京ムービー                               |
| 劇場版 とっとこハム太郎 ハムハムグランプリン オーロラ谷の奇跡 リボンちゃん危機一髪! | 2003年（平成15年）12月13日 | 53分     | 出崎統                               | 東京ムービー                               |
| 劇場版 とっとこハム太郎 はむはむぱらだいちゅ! ハム太郎とふしぎのオニの絵本塔        | 2004年（平成16年）12月23日 | 41分     | 出崎統                               | 東京ムービー                               |
| .hack//G.U. TRILOGY                                                                 | 2007年（平成19年）12月22日 | 93分     | 松山洋                               | サイバーコネクトツー                       |
| .hack//Quantum 第1話「Waking Party」                                                | 2010年（平成22年）11月27日 | 25分     | 橘正紀                               | キネマシトラス                             |
| .hack//Quantum 第2話「Wired Prisoner」                                              | 2010年（平成22年）12月25日 | 25分     | 橘正紀                               | キネマシトラス                             |
| .hack//Quantum 第3話「WorldEnd Pallbearer」                                         | 2011年（平成23年）1月22日  | 25分     | 橘正紀                               | キネマシトラス                             |
| ドットハック セカイの向こうに                                                       | 2012年（平成24年）1月21日  | 110分    | 松山洋                               | サイバーコネクトツー                       |
| トップをねらえ!                                                                     | 1989年（平成元年）6月10日  | 60分     | 庵野秀明                             | GAINAX                                     |
| トップをねらえ! 劇場版                                                              | 2006年（平成18年）10月1日  | 95分     | 庵野秀明                             | GAINAX                                     |
| トップをねらえ2! 劇場版                                                             | 2006年（平成18年）10月1日  | 95分     | 鶴巻和哉                             | GAINAX                                     |
| となりのトトロ                                                                      | 1988年（昭和63年）4月16日  | 88分     | 宮崎駿                               | スタジオジブリ                             |
| トビウオのぼうやはびょうきです                                                      | 1982年（昭和57年）9月      | 19分     | 宮崎一哉、坂谷紀之                   |                                            |
| とびだす絵本3D                                                                      | 2010年（平成22年）10月23日 | 30分     | たかたまさひろ（総合監督）           | 勝鬨スタジオ                               |
| とびだすプリパラ み〜んなでめざせ!アイドル☆グランプリ                               | 2015年（平成27年）10月24日 | 60分     | 依田伸隆                             | 10GAUGE                                    |
| 扉を開けて                                                                          | 1986年（昭和61年）11月1日  | 81分     | 清水恵蔵                             | マジックバス                               |
| 映画 トミカハイパーレスキュー ドライブヘッド 機動救急警察                           | 2018年（平成30年）8月24日  | 57分     | 加戸誉夫                             | OLM                                        |
| TRIGUN Badlands Rumble                                                              | 2010年（平成22年）4月24日  | 90分     | 西村聡                               | マッドハウス                               |
| 映画 ドラえもん のび太の恐竜                                                        | 1980年（昭和55年）3月15日  | 93分     | 福冨博                               | シンエイ動画                               |
| 映画 ドラえもん のび太の宇宙開拓史                                                  | 1981年（昭和56年）3月14日  | 91分     | 西牧秀夫                             | シンエイ動画                               |
| 映画 ドラえもん ぼく、桃太郎のなんなのさ                                            | 1981年（昭和56年）8月1日   | 47分     | 神田武幸                             | シンエイ動画                               |
| 映画 ドラえもん のび太の大魔境                                                      | 1982年（昭和57年）3月13日  | 92分     | 西牧秀夫                             | シンエイ動画                               |
| 映画 ドラえもん のび太の海底鬼岩城                                                  | 1983年（昭和58年）3月12日  | 95分     | 芝山努                               | シンエイ動画                               |
| 映画 ドラえもん のび太の魔界大冒険                                                  | 1984年（昭和59年）3月17日  | 98分     | 芝山努                               | シンエイ動画                               |
| 映画 ドラえもん のび太の宇宙小戦争                                                  | 1985年（昭和60年）3月16日  | 98分     | 芝山努                               | シンエイ動画                               |
| 映画 ドラえもん のび太と鉄人兵団                                                    | 1986年（昭和61年）3月15日  | 97分     | 芝山努                               | シンエイ動画                               |
| 映画 ドラえもん のび太と竜の騎士                                                    | 1987年（昭和62年）3月14日  | 91分     | 芝山努                               | シンエイ動画                               |
| 映画 ドラえもん のび太のパラレル西遊記                                              | 1988年（昭和63年）3月12日  | 90分     | 芝山努                               | シンエイ動画                               |
| 映画 ドラえもん のび太の日本誕生                                                    | 1989年（平成元年）3月11日  | 100分    | 芝山努                               | シンエイ動画                               |
| 映画 ドラえもん のび太とアニマル惑星                                                | 1990年（平成2年）3月10日   | 100分    | 芝山努                               | シンエイ動画                               |
| 映画 ドラえもん のび太のドラビアンナイト                                            | 1991年（平成3年）3月9日    | 100分    | 芝山努                               | シンエイ動画                               |
| 映画 ドラえもん のび太と雲の王国                                                    | 1992年（平成4年）3月7日    | 98分     | 芝山努                               | シンエイ動画                               |
| 映画 ドラえもん のび太とブリキの迷宮                                                | 1993年（平成5年）3月6日    | 100分    | 芝山努                               | シンエイ動画                               |
| 映画 ドラえもん のび太と夢幻三剣士                                                  | 1994年（平成6年）3月12日   | 100分    | 芝山努                               | シンエイ動画                               |
| 映画 ドラえもん のび太の創世日記                                                    | 1995年（平成7年）3月4日    | 98分     | 芝山努                               | シンエイ動画                               |
| 映画 ドラえもん のび太と銀河超特急                                                  | 1996年（平成8年）3月2日    | 97分     | 芝山努                               | シンエイ動画                               |
| 映画 ドラえもん のび太のねじ巻き都市冒険記                                          | 1997年（平成9年）3月8日    | 98分     | 芝山努                               | シンエイ動画                               |
| 映画 ドラえもん のび太の南海大冒険                                                  | 1998年（平成10年）3月7日   | 91分     | 芝山努                               | シンエイ動画                               |
| 映画 ドラえもん のび太の宇宙漂流記                                                  | 1999年（平成11年）3月6日   | 93分     | 芝山努                               | シンエイ動画                               |
| 映画 ドラえもん のび太の太陽王伝説                                                  | 2000年（平成12年）3月4日   | 92分     | 芝山努                               | シンエイ動画                               |
| 映画 ドラえもん のび太と翼の勇者たち                                                | 2001年（平成13年）3月10日  | 91分     | 芝山努                               | シンエイ動画                               |
| 映画 ドラえもん のび太とロボット王国                                                | 2002年（平成14年）3月9日   | 80分     | 芝山努                               | シンエイ動画                               |
| 映画 ドラえもん のび太とふしぎ風使い                                                | 2003年（平成15年）3月8日   | 83分     | 芝山努                               | シンエイ動画                               |
| 映画 ドラえもん のび太のワンニャン時空伝                                            | 2004年（平成16年）3月6日   | 84分     | 芝山努                               | シンエイ動画                               |
| DORAEMON THE MOVIE 25th ANNIVERSARY                                                 | 2004年（平成16年）3月6日   | 5分      | 本郷みつる                           | シンエイ動画                               |
| 映画 ドラえもん のび太の恐竜2006                                                    | 2006年（平成18年）3月4日   | 106分    | 楠葉宏三（総監督）                   | シンエイ動画                               |
| 映画 ドラえもん のび太の新魔界大冒険 〜7人の魔法使い〜                              | 2007年（平成19年）3月10日  | 112分    | 寺本幸代                             | シンエイ動画                               |
| 映画 ドラえもん のび太と緑の巨人伝                                                  | 2008年（平成20年）3月8日   | 112分    | 渡辺歩                               | シンエイ動画                               |
| 映画 ドラえもん 新・のび太の宇宙開拓史                                              | 2009年（平成21年）3月7日   | 98分     | 腰繁男                               | シンエイ動画                               |
| 映画 ドラえもん のび太の人魚大海戦                                                  | 2010年（平成22年）3月6日   | 100分    | 楠葉宏三                             | シンエイ動画                               |
| 映画 ドラえもん 新・のび太と鉄人兵団 〜はばたけ 天使たち〜                          | 2011年（平成23年）3月5日   | 108分    | 寺本幸代                             | シンエイ動画                               |
| 映画 ドラえもん のび太と奇跡の島 〜アニマル アドベンチャー〜                        | 2012年（平成24年）3月3日   | 100分    | 楠葉宏三                             | シンエイ動画                               |
| 映画 ドラえもん のび太のひみつ道具博物館                                            | 2013年（平成25年）3月9日   | 104分    | 寺本幸代                             | シンエイ動画                               |
| 映画 ドラえもん 新・のび太の大魔境 〜ペコと5人の探検隊〜                            | 2014年（平成26年）3月8日   | 109分    | 八鍬新之介                           | シンエイ動画                               |
| 映画 ドラえもん のび太の宇宙英雄記                                                  | 2015年（平成27年）3月7日   | 100分    | 大杉宜弘                             | シンエイ動画                               |
| 映画 ドラえもん 新・のび太の日本誕生                                                | 2016年（平成28年）3月5日   | 104分    | 八鍬新之介                           | シンエイ動画                               |
| 映画 ドラえもん のび太の南極カチコチ大冒険                                          | 2017年（平成29年）3月4日   | 101分    | 高橋敦史                             | シンエイ動画                               |
| 映画 ドラえもん のび太の宝島                                                        | 2018年（平成30年）3月3日   | 108分    | 今井一暁                             | シンエイ動画                               |
| ドラゴンエイジ -ブラッドメイジの聖戦-                                               | 2012年（平成24年）2月11日  | 89分     | 曽利文彦                             | OXYBOT                                     |
| DRAGON QUEST ダイの大冒険                                                           | 1991年（平成3年）7月20日   | 31分     | 竹之内和人                           | 東映動画                                   |
| DRAGON QUEST ダイの大冒険 起ちあがれ!!アバンの使徒                                  | 1992年（平成4年）3月7日    | 40分     | 芝田浩樹                             | 東映動画                                   |
| DRAGON QUEST ダイの大冒険 ぶちやぶれ!!新生6大将軍                                   | 1992年（平成4年）7月11日   | 40分     | 西沢信孝                             | 東映動画                                   |
| ドラゴンクエスト列伝 ロトの紋章                                                     | 1996年（平成8年）4月20日   | 45分     | 須永司                               | 日本アニメーション                         |
| DRAGON BALL                                                                         | 1986年（昭和61年）12月20日 | 50分     | 西尾大介                             | 東映動画                                   |
| DRAGON BALL 魔神城のねむり姫                                                        | 1987年（昭和62年）7月18日  | 45分     | 西尾大介                             | 東映動画                                   |
| DRAGON BALL 摩訶不思議大冒険                                                        | 1988年（昭和63年）7月9日   | 46分     | 竹之内和人                           | 東映動画                                   |
| DRAGON BALL Z                                                                       | 1989年（平成元年）7月15日  | 40分     | 西尾大介                             | 東映動画                                   |
| DRAGON BALL Z この世で一番強いヤツ                                                  | 1990年（平成2年）3月10日   | 60分     | 西尾大介                             | 東映動画                                   |
| DRAGON BALL Z 地球まるごと超決戦                                                    | 1990年（平成2年）7月7日    | 60分     | 西尾大介                             | 東映動画                                   |
| DRAGON BALL Z 超サイヤ人だ孫悟空                                                    | 1991年（平成3年）3月9日    | 50分     | 橋本光夫                             | 東映動画                                   |
| DRAGON BALL Z とびっきりの最強対最強                                                | 1991年（平成3年）7月20日   | 47分     | 橋本光夫                             | 東映動画                                   |
| DRAGON BALL Z 激突!!100億パワーの戦士たち                                           | 1992年（平成4年）3月7日    | 45分     | 西尾大介                             | 東映動画                                   |
| DRAGON BALL Z 極限バトル!!三大超サイヤ人                                            | 1992年（平成4年）7月11日   | 45分     | 菊池一仁                             | 東映動画                                   |
| DRAGON BALL Z 燃えつきろ!!熱戦・烈戦・超激戦                                        | 1993年（平成5年）3月6日    | 70分     | 山内重保                             | 東映動画                                   |
| DRAGON BALL Z 銀河ギリギリ!!ぶっちぎりの凄い奴                                      | 1993年（平成5年）7月10日   | 50分     | 上田芳裕                             | 東映動画                                   |
| DRAGON BALL Z 危険なふたり!超戦士はねむれない                                       | 1994年（平成6年）3月12日   | 50分     | 山内重保                             | 東映動画                                   |
| DRAGON BALL Z 超戦士撃破!!勝つのはオレだ                                            | 1994年（平成6年）7月9日    | 45分     | 上田芳裕                             | 東映動画                                   |
| DRAGON BALL Z 復活のフュージョン!!悟空とベジータ                                    | 1995年（平成7年）3月4日    | 51分     | 山内重保                             | 東映動画                                   |
| DRAGON BALL Z 龍拳爆発!!悟空がやらねば誰がやる                                      | 1995年（平成7年）7月15日   | 52分     | 橋本光夫                             | 東映動画                                   |
| DRAGON BALL 最強への道                                                              | 1996年（平成8年）3月2日    | 80分     | 山内重保                             | 東映動画                                   |
| DRAGON BALL Z 神と神                                                                | 2013年（平成25年）3月30日  | 85分     | 細田雅弘                             | 東映アニメーション                         |
| DRAGON BALL Z 復活の「F」                                                           | 2015年（平成27年）4月18日  | 93分     | 山室直儀                             | 東映アニメーション                         |
| DRAGON BALL超 ブロリー                                                              | 2018年（平成30年）12月14日 | 100分    | 長峯達也                             | 東映アニメーション                         |
| トラちゃんと花嫁                                                                    | 1948年（昭和23年）2月      | 19分     | 政岡憲三                             | 日本動画                                   |
| ドラミ&ドラえもんズ ロボット学校七不思議!?                                          | 1996年（平成8年）3月2日    | 31分     | 米谷良知                             | シンエイ動画                               |
| ドラミ&ドラえもんズ 宇宙ランド危機イッパツ!                                         | 2001年（平成13年）3月10日  | 16分     | 錦織博                               | シンエイ動画                               |
| ドラミちゃん ミニドラSOS!!!                                                         | 1989年（平成元年）3月11日  | 40分     | 森脇真琴                             | シンエイ動画                               |
| ドラミちゃん アララ・少年山賊団!                                                    | 1991年（平成3年）3月9日    | 40分     | 原恵一                               | シンエイ動画                               |
| ドラミちゃん ハロー恐竜キッズ!!                                                     | 1993年（平成5年）3月6日    | 40分     | 原恵一                               | シンエイ動画                               |
| ドラミちゃん 青いストローハット                                                     | 1994年（平成6年）3月12日   | 15分     | 安藤敏彦                             | シンエイ動画                               |
| トリコ 3D 開幕!グルメアドベンチャー!!                                               | 2011年（平成23年）3月19日  | 40分     | 志水淳児                             | 東映アニメーション                         |
| 劇場版 トリコ 美食神の超食宝                                                        | 2013年（平成25年）7月27日  | 80分     | 座古明史                             | 東映アニメーション                         |
| 劇場版 トリニティセブン -悠久図書館と錬金術少女-                                    | 2017年（平成29年）2月25日  | 55分     | 錦織博                               | セブン・アークス・ピクチャーズ             |
| トワノクオン 第一章 泡沫の花弁                                                      | 2011年（平成23年）6月18日  | 49分     | 飯田馬之介                           | ボンズ                                     |
| トワノクオン 第二章 混沌の蘭舞                                                      | 2011年（平成23年）7月16日  | 45分     | 飯田馬之介                           | ボンズ                                     |
| トワノクオン 第三章 夢幻の連座                                                      | 2011年（平成23年）8月13日  | 45分     | 飯田馬之介                           | ボンズ                                     |
| トワノクオン 第四章 紅蓮の焦心                                                      | 2011年（平成23年）9月10日  | 45分     | 飯田馬之介                           | ボンズ                                     |
| トワノクオン 第五章 双絶の来復                                                      | 2011年（平成23年）11月5日  | 45分     | 飯田馬之介                           | ボンズ                                     |
| トワノクオン 第六章 永久の久遠                                                      | 2011年（平成23年）11月26日 | 45分     | 飯田馬之介                           | ボンズ                                     |
| とんがり帽子のメモル                                                                | 1985年（昭和60年）3月16日  | 15分     | 佐藤順一（演出）                     | 東映動画                                   |
| どんぐりの家                                                                        | 1997年（平成9年）8月30日   | 115分    | 山本おさむ（総監督）                 | 亜細亜堂                                   |
| 曇天に笑う 外伝 決別、犲の誓い                                                      | 2017年（平成29年）12月2日  | 52分     | 若野哲也                             | WIT STUDIO                                 |
| 曇天に笑う 外伝 宿命、双頭の風魔                                                    | 2018年（平成30年）6月9日   | 60分     | 若野哲也                             | WIT STUDIO                                 |
| 曇天に笑う 外伝 桜華、天望の架橋                                                    | 2018年（平成30年）9月1日   | 60分     | 若野哲也                             | WIT STUDIO                                 |
| ←て                                                                                 | ↑目次                      | な→      | な→                                  | な→                                        |